# Monte Volpintesta
Il  monte Volpintesta (1.729 m s.l.m.), è uno dei principali monti facente parte dell'altopiano della Sila. La sua posizione geografica è quella della Sila Grande. Territorialmente fa parte dei comuni di Casali del Manco e San Giovanni in Fiore. La cima, metri 1.729 s.l.m., è posta nel territorio di Casali del Manco.

## Posizione geografica

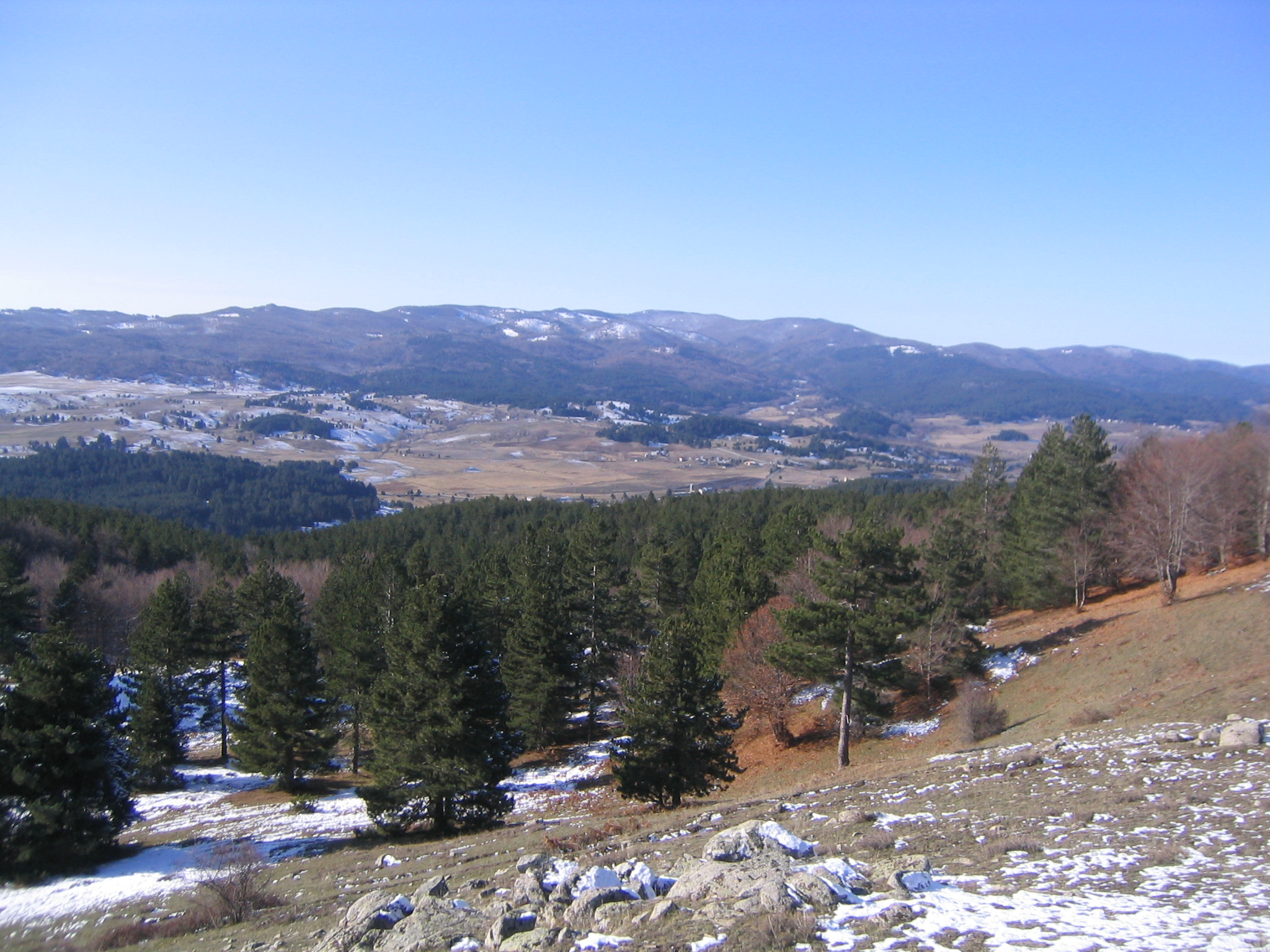
La valle di San Nicola vista dalla cime del Volpintesta

Il monte si affaccia sul lago Ariamacina, uno dei laghi artificiali della Sila grande realizzato negli anni cinquanta del secolo scorso. Il Volpintesta è uno dei monti dell'acrocoro silano più facilmente visibili, poiché sul suo lato sud, scorre un tratto della SS 107 Silana Crotonese. Il Volpintesta è meta degli amanti del trekking, e la sua cima è attraversata da più percorsi tracciati dal C.A.I..

## Come raggiungerlo

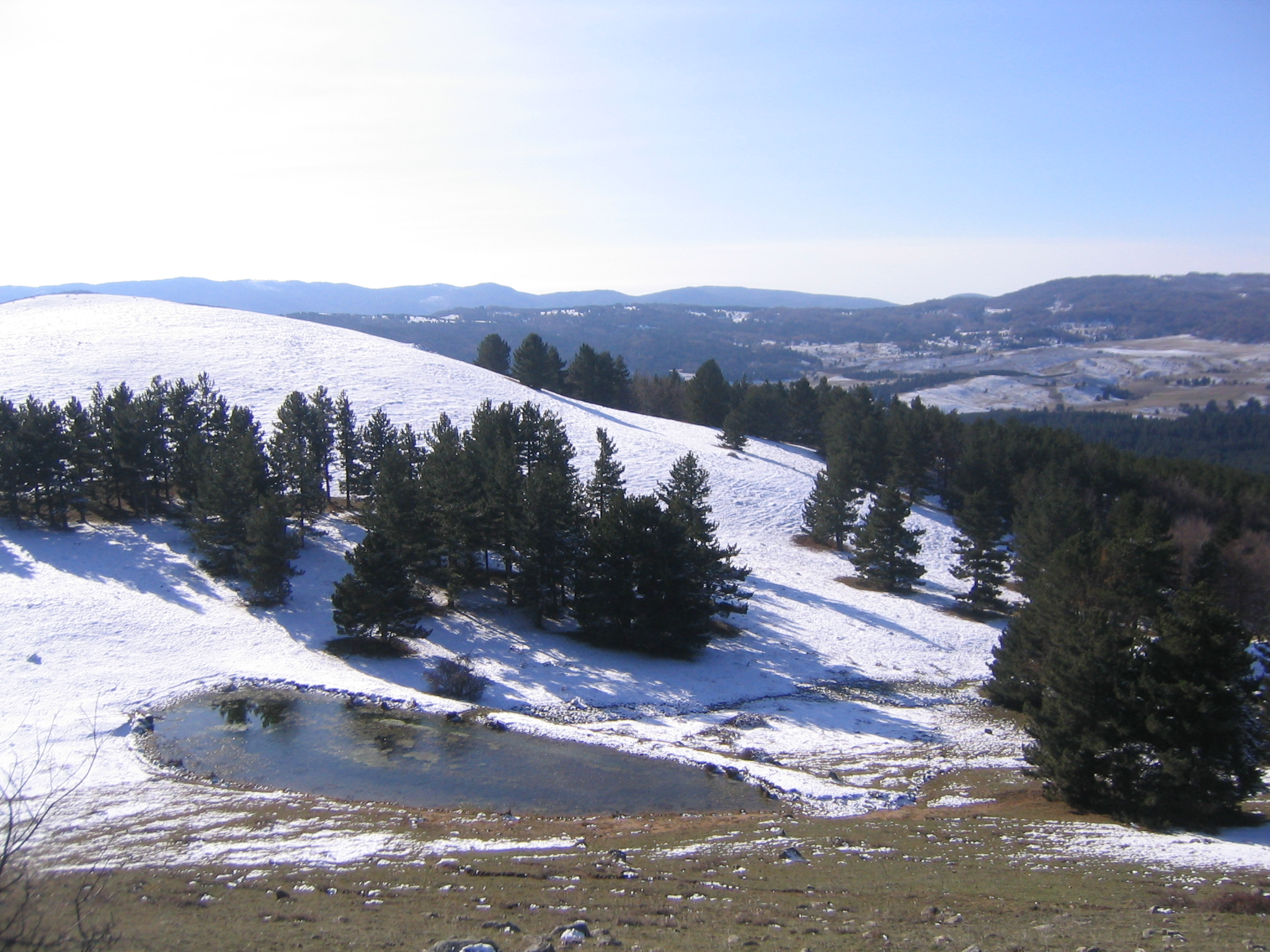
Panorama dal Volpintesta

Il monte Volpintesta è facilmente raggiungibile, grazie alla SS 107 che attraversa nelle sue vicinanze. Percorrendo la Strada statale, prendere l'uscita San Nicola/Silvana Mansio e sostare nei pressi dell'incrocio con la SP 211. Da qui il monte è visibile e seguendo le frecce dei percorsi C.A.I. Si può facilmente raggiungere la vetta, dalla quale è possibile ammirare da un lato il lago Ariamacina, dall'altro la vallata di San Nicola che si propaga sotto il monte.